# Hiepler Brunier
hiepler, brunier, war ein deutsches Fotografenduo, bestehend aus David Hiepler und Fritz Brunier.

## Leben

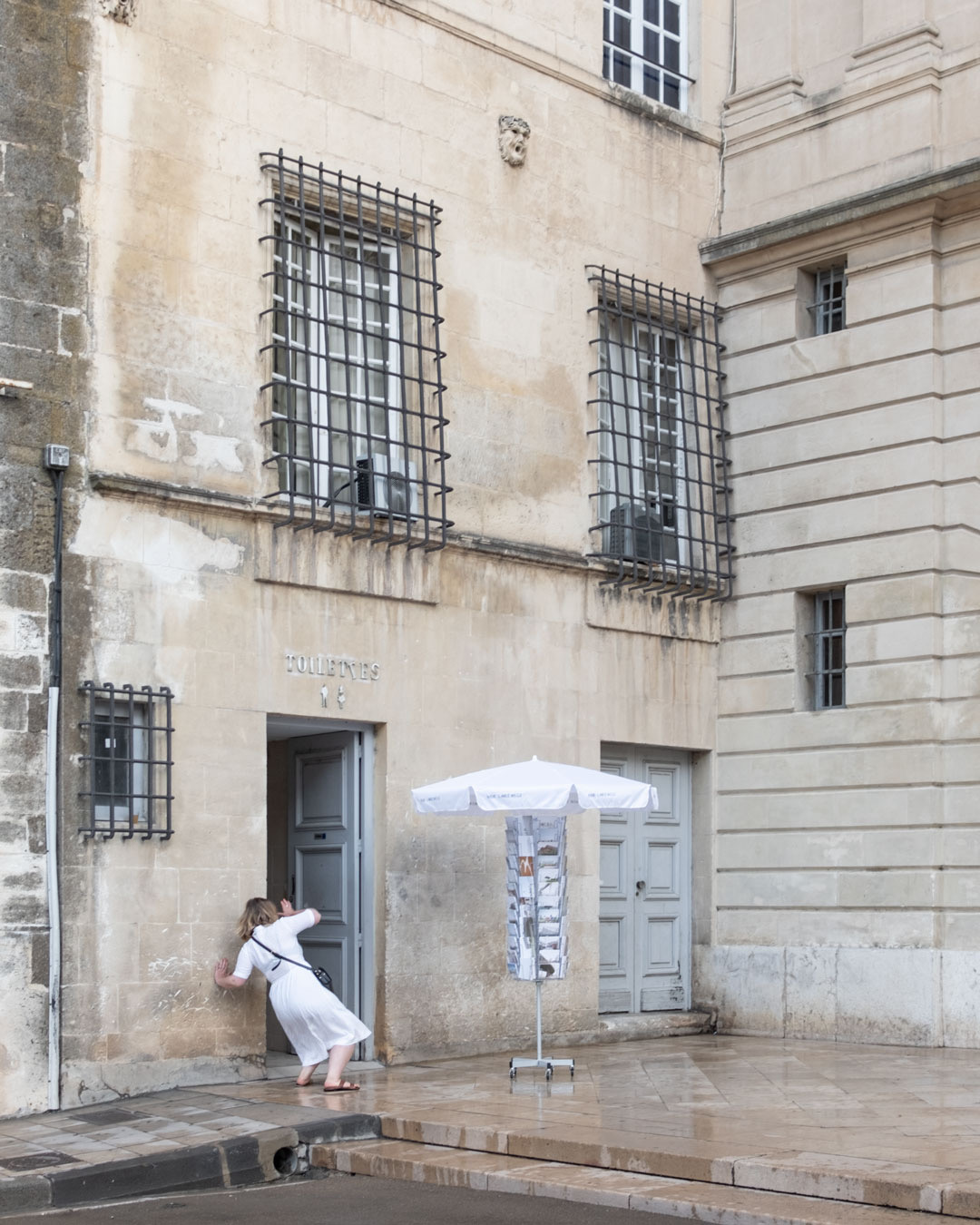
Die Neue Langeweile zeigt NL1.1 in Arles

David Hiepler (* 1. August 1969) wuchs mit seiner älteren Schwester Esther Hiepler in Düsseldorf und Basel auf. Während eines Studienaufenthalts in Oxford erfolgte die erste intensive Auseinandersetzung mit der Fotografie. In der Folge übersiedelte Hiepler nach Berlin, um dort eine Ausbildung zum Fotografen zu absolvieren, die er im Sommer 1994 erfolgreich abschloss. Schon während der Ausbildung kam es zu mehreren gemeinsamen Projekten mit Fritz Brunier.
Fritz Brunier (* 20. März 1972 in Krumbach (Schwaben)) wuchs in Bad Wörishofen auf. Während seiner Schulzeit entdeckte er die Fotografie als Ausdrucksmittel. Nach dem Abitur am Maristenkolleg Mindelheim im Jahre 1991 und dem anschließenden einjährigen Praktikum bei einem Fotografen wurde Brunier am Berliner Lette-Verein aufgenommen, wo er bis 1994 zeitgleich mit David Hiepler eine Ausbildung absolvierte.
Ab 1997 arbeiteten David Hiepler und Fritz Brunier unter dem Namen hiepler, brunier, zusammen. hiepler, brunier, bearbeiteten als Künstler selbst gewählte Themen und auch immer wieder Aufträge in Zusammenarbeit mit Architekten, mit internationalen Magazinen und mit Design- und Werbeagenturen.
Mehrere ihrer Arbeiten wurden in Galerien und Museen in Deutschland und in vielen anderen Ländern gezeigt. hiepler, brunier, erhielten zahlreiche Auszeichnungen.
Im Jahr 2018 gründeten David Hiepler und Fritz Brunier zusammen mit Marcus Bredt, Simon Schnepp und Morgane Renou das Künstlerkollektiv Neue Langeweile
hiepler, brunier, sind Gründungsmitglieder des Bundesverbandes Architekturfotografie (BVAF), dessen vornehmliches Ziel es ist, die Öffentlichkeit für Wert und Qualität der Architekturfotografie zu sensibilisieren. David Hiepler war zu dem von März 2018 bis April 2022 Vorstandsmitglied im Bundesverband Architekturfotografie.
David Hiepler und Fritz Brunier wurden im Juli 2020 in die Deutsche Gesellschaft für Photographie (DGPH) berufen.
David Hiepler und Fritz Brunier leben mit ihren Familien in Berlin.
2023 trennten sie sich nach mehr als 25 gemeinsamen Jahren. Seitdem arbeiten beide unabhängig voneinander weiter als Fotografen.

## Ausstellungen (Auswahl)

### Einzelausstellungen
- 2003: Brachen, Projektraum Auguststraße, Berlin
- 2012: Industrious, (mit Marco Grob), Kunstmuseum Bern, Schweiz[6]
- 2012: Industrious, (mit Marco Grob), Betonhalle, Holderbank, Schweiz
- 2013: stillgestellt, Galerie f75, Stuttgart[7]
- 2013: stillgestellt, Schmiede - Raum Für Fotografie, Hamburg
- 2013: works, International Photography Festival, Pingyao, China
- 2013: Industrious, Poho Art Gallery, Dalian[8]
- 2013: Selbstmordraum in der Dauerausstellung „Rätsel, Kämpfe, Brüche“ Kleist-Museum, Frankfurt/Oder
- 2016: ninety percent of everything, Pavlov’s Dog Gallery,[9] Berlin
- 2021: ninety percent of everything, Umweltfotofestival „horizonte zingst“, Max-Hünten-Haus,[10] Zingst

### Gruppenausstellungen
- 1997: schwarzweiß, db Architekturbild, Kunst- und Ausstellungshalle der Bundesrepublik Deutschland, Bonn
- 1997: schwarzweiß, db Architekturbild, Haus des Architekten, Stuttgart
- 1997: schwarzweiß, db Architekturbild, Aedes East, Berlin
- 1997: schwarzweiß, db Architekturbild, Manifesto - The Intern. Festival of Architecture and Design, Edinburgh, Großbritannien[11]
- 1998: schwarzweiß, db Architekturbild, Nikon Galerie, Küsnacht, Schweiz
- 1998: schwarzweiß, db Architekturbild, Photokina, Köln
- 2001: Junge Fotografie, Focus Berlin, Stuttgart
- 2003: Urbane Räume, db Architekturbild, Kunst- und Ausstellungshalle der Bundesrepublik Deutschland,[11] Bonn
- 2004: Räume - Architektur Landschaft Fotografie, Neckar Turm, Heilbronn
- 2006: Urbane Räume, db Architekturbild, Goethe-Institut,[11] Rom, Italien
- 2007: Metropolis, Lebenskultur in der Urbanität, Lumas Editionsgalerie, Stuttgart
- 2007: Unaufgeräumt / As found, S AM, Schweizer Architekturmuseum,[12] Basel, Schweiz
- 2008: work, Galerie Kunstbureau, Paris, Frankreich
- 2012: Common Ground, kuratiert von David Chipperfield, La Biennale di Venezia, Italien
- 2013: Wartende, 8. Wiesbadener Fototage, Wiesbaden
- 2013: Industrious, Industrial Museum of China, Shenyang, China
- 2013: Der zweite Blick, Deutsches Architekturmuseum, Frankfurt
- 2014: Der zweite Blick, Wissenschaftspark Gelsenkirchen
- 2019: NL1.1, Neue Langeweile, Voies off,[13] Les Rencontres d’Arles, Arles, Frankreich

## Auszeichnungen (Auswahl)
- 1997: db architekturbild, Europäischer Architekturfotografiepreis, 2. Preis,[14] schwarzweiß
- 2003: db architekturbild, Europäischer Architekturfotografiepreis, Anerkennung, Urbane Räume
- 2006: Golden Award of Montreux, Gold, sound & silence
- 2006: Silver Lion, Cannes Lions International Festival of Creativity, Press, sound & silence
- 2006: New York Festivals, Silver World Medal für Fotografie Print/Outdoor, sound & silence
- 2006: Cresta Awards, Grand Prix Winner, Poster, sound & silence
- 2006: Mobius Award, First Place Mobius Award Statuette, Print/Poster, photography, sound & silence
- 2006: Epica Awards, Gold, Print, sound & silence
- 2008: Lead Award, Auszeichnung, sound & silence
- 2013: Art Directors Club Schweiz, Bronze, Fotografie, industrious

## Publikationen (Auswahl)

### Bücher (Auswahl)
- KSP Jürgen Engel Architekten (Hrsg.): Projects 6. ISBN 978-3-00-058205-9.
- Philip Jodidio: Architecture Now 4. Taschen, Köln 2006, ISBN 3-8228-3989-2.
- Philip Jodidio: Architecture Now 5. Taschen, Köln 2007, ISBN 978-3-8228-1810-7.
- Andrea Gothe (Hrsg.): Made in Germany. Edition Braus, Hamburg 2008, ISBN 978-3-89904-318-1.
- 100 Interiors around the World, Taschen, 2012, ISBN 978-3-8365-2988-4.
- La Biennale di Venezia (Hrsg.): Biennale Architettura 2012 - Common Ground. Marsillo Editori, 2012, ISBN 978-88-317-1366-5.
- Marco Grob and Hiepler, Brunier: Industrious. teNeues Verlag, 2012, ISBN 978-3-8327-9539-9.
- hiepler, brunier: stillgestellt.,[15][16] Panatom Book, Berlin 2013, ISBN 978-3-00-037389-3.
- Jeffrey Bowman, Sven Ehmann, Robert Klanten (Hrsg.): The Great Wide Open. Gestalten, Berlin 2015, ISBN 978-3-89955-555-4.
- 25 Jahre Flughafen München. Verlag für Moderne Kunst, 2017, ISBN 978-3-903153-19-6.
- Marc Pouzol, Veronique Faucheur, Marc Vatinel, Bérengère Chauffeté: Escales/Atelier Le Balto. Éditions Parenthèses, 2018, ISBN 978-2-86364-411-9.
- Yorck Förster, Christina Gräwe, Peter Cachola Schmal (Hrsg.): Deutsches Architektur Jahrbuch 2018. DOM Publishers, Berlin 2018, ISBN 978-3-86922-650-7.
- Naoto Fukusawa (Hrsg.): Embodiment. Phaidon Press, London 2018, ISBN 978-0-7148-7607-8.